# Otto Lauterburg
Otto Lauterburg (* 1873; † 1927) war ein Schweizer reformierter Pfarrer und christlich-sozialistischer Redaktor.
Lauterburg wirkte als Pfarrer in Bern und leitete von 1907 bis 1916 der Verbandszeitschrift des Schweizerischen Verbands evangelischer Arbeitnehmer Der freie Schweizer Arbeiter. Er schrieb auch für die Neuen Wege.

## Schriften
- Ziele und Wege der Erziehung und Selbsterziehung. Vortrag. Emil Müller, Gstaad 1924. (DNB 576267910)